# Consonante fricativa
Las fricativas son consonantes que se producen al forzar el aire a través de un canal estrecho creado por la aproximación de dos órganos articulatorios. Estos pueden ser, por ejemplo, el labio inferior contra los dientes superiores, en el caso de [f]; la parte posterior de la lengua contra el paladar blando, en el caso de la consonante final alemana [x] (la consonante final de Bach); o el lado de la lengua contra los molares, en el caso del galés [ɬ] (que aparece dos veces en el nombre de Llanelli), etc. Este flujo de aire turbulento se llama fricación.

## Características
El término fricativo proviene del latín fricātus, participio pasado del verbo fricāre, que significa 'frotar'.
Desde el punto de vista articulatorio, reciben el nombre de fricativas o constrictivas, ya que durante la emisión del sonido se produce un estrechamiento del canal bucal sin llegar al cierre completo de los órganos articulatorios.
Desde el punto de vista acústico, son consideradas fricativas, espirantes y continuas, debido a que lo más audible en ellas es la fricción que produce el aire al pasar a través de la estrechez formada entre los órganos articulatorios.

## Consonantes fricativas en español
En español hay seis fonemas cuyo alófono principal es un sonido fricativo:
- /f/ → Labiodental sordo
- /θ/ → Linguointerdental sordo 
  - Este fonema solo es distintivo en España, salvo Canarias y parte de Andalucía.
- /s/ → Linguoalveolar sordo
- /ʝ/ → Linguopalatal sonoro 
  - Este fonema tiene mucha variación dialectal, además de [ʝ], el alófono más común también puede ser [ʒ], [ʃ], etc.
- /x/ → Linguovelar sordo
  - En diversos dialectos este fonema no se realiza como [x] sino como [h].
- /ʃ/ → Fricativa postalveolar sorda
  - Presente como fonema distintivo en variedades de México, Uruguay, Argentina y otros lugares de América.
  - En algunos dialectos /t͡ʃ/, también se pronuncia [ʃ].
  - Anteriormente, se escribía este fonema con X, como en todas las demás lenguas iberorromances.
  - Solamente existe en términos extranjeros en español general.

Además, encontramos tres alófonos con realización normalmente aproximante, pero ocasionalmente fricativa, que provienen de las consonantes oclusivas sonoras:
- [β] en transcripción AFI, [ƀ] en transcripción RFE (como aproximante es [β̞]) → Bilabial sonora
- [ð] en transcripción AFI, [đ] en transcripción RFE (como aproximante es [ð̞]) → Linguointerdental sonora
- [ɣ] en transcripción AFI, [ǥ] en transcripción RFE (como aproximante es [ɣ˕]) → Linguovelar sonora

## Sonidos concretos fricativos en español

### Bilabial sonora [ƀ]/[β]
La bilabial sonora está representada por el símbolo [ƀ]. Es una variante, un alófono del fonema oclusivo bilabial sonoro /b/; ortográficamente no suponen ninguna diferencia.
Para la realización de este sonido los labios se estrechan sin llegar a cerrarse, formando una estrechez por donde sale el aire.
Este fonema se realiza como aproximante y a veces fricativo, siempre que no vaya después de pausa o detrás de una consonante nasal.
| Fonema | Alófono | Fonéticamente | Fonológicamente |
| /b/    | [ᵬ]     | [páƀo]        | /pábo/          |

### Labiodental sorda [f]
La labiodental sorda se representa mediante el alófono [f], para su realización el labio inferior se aproxima a los incisivos superiores formando una estrechez por la que discurre el aire.
| Fonema | Alófono | Fonéticamente | Fonológicamente |
| /f/    | [f]     | [wę´rfano]    | /wéRfano/       |

### Linguointerdental sonora [đ]
La consonante linguointerdental sonora [đ] es un alófono del fonema dental oclusivo sonoro /d/.
Para su articulación, el ápice de la lengua puede introducirse un poco entre los incisivos superiores e inferiores o ejercer una constricción contra la cara interior de los incisivos superiores.
La realización aproximante y a veces fricativa tiene lugar siempre que no vaya precedido de consonante nasal [n] o lateral [l], ni se encuentre después de pausa.
| Fonema | Alófono | Fonéticamente | Fonológicamente |
| /d/    | [đ]     | [pasáđo]      | /pasado/        |

### Linguointerdentales

#### Linguointerdental sorda [θ]
La consonante fricativa linguointerdental sorda se representa mediante el símbolo [θ].
Para su articulación, el ápice de la lengua se introduce entre los incisivos superiores e inferiores, las cuerdas vocales no vibran, por eso se considera una consonante sorda.
Se realiza como fricativa en cualquier posición dentro de la cadena hablada y corresponde a la grafía ‘c’ (delante de e, i) o ‘z’ (ante a, o, u).
Ejemplos fonéticos: [beθíno] (vecino) [koθér] (cocer)

#### Linguointerdental sonorizada [ẓ]
La consonante fricativa linguointerdental sonorizada se representa así [ẓ]. [cita requerida]
Se realiza como tal la [θ] débil de final de sílaba o palabra en contacto o seguida de una consonante sonora, lo que produce que se sonorice. La pronunciación lenta, fuerte o enfática impide parcial o totalmente que se realice la sonorización al completo.

Su sonido es semejante al de la  inglesa en this o there.
Ejemplos fonéticos: [mayoráẓǥo] (mayorazgo) [xúẓǥar] (juzgar) [djéẓmo] (diezmo)

### Fonema /s/

#### Linguoalveolar sorda [s]
Para la articulación de la consonante linguoalveolar sorda [s] el ápice de la lengua se acerca a los alvéolos, dejando una pequeña abertura por donde se escapa el aire.
Se realiza como tal siempre que no preceda a ninguna consonante sonora.
Ejemplos fonéticos: [kása] (casa) [mésa] (mesa).

#### Linguodental sorda [ş]
La consonante fricativa linguodental sorda [ş] [cita requerida] se realiza como tal cuando la ‘s’ va en una posición implosiva (final de sílaba) seguida de una consonante linguodental o linguointerdental sorda (t, θ) al inicio de la siguiente sílaba (posición explosiva o prenuclear).
Al ir precedida de una consonante linguodental o linguointerdental, adopta el lugar de articulación de estas, por lo tanto, se dentaliza.
Ejemplos fonéticos: [kwéşta] (cuesta) [páşta] (pasta) [aşθendę´r] (ascender).

#### Linguoalveolar sonora [z]
La consonante fricativa linguoalveolar sonora [z] se realiza como tal cuando la ‘s’ se encuentra en posición final de sílaba y precediendo a una consonante sonora, lo que produce que su articulación sea breve y suave.
Siempre solemos encontrarla en esta posición, de forma que encontrarla en otra es atípico y poco frecuente.
Ejemplos fonéticos: [ízla] (isla) [ázno] (asno) [laz bótas] (las botas).

#### Linguodental sonorizada [z̹]
La consonante fricativa linguodental sonorizada [z̹] [cita requerida] se realiza como tal cuando va en posición implosiva seguida de la consonante linguodental sonora /d/ (independientemente de su realización oclusiva o fricativa) en posición explosiva de la siguiente sílaba.
Al estar seguida de esta consonante linguodental adopta su lugar de articulación y se dentaliza.
Ejemplos fonéticos: [déz̹đe] (desde) [lǫz̹ déđos] (los dedos) [máz̹ đe θjén] (más de cien).

### Por cada sonido un alófono

#### Linguopalatal sonora [y]
Para la articulación de esta consonante la lengua se adhiere a la parte media y anterior del paladar duro, dejando por el centro un pequeño canal por el que discurre el aire.
Se realiza como tal mientras que no se encuentre precedida por una pausa, una consonante nasal o una lateral.
Ejemplos fonéticos: [máyo] (mayo) [rayáđo] (rayado) [ayúđa] (ayuda).

#### Linguovelar sorda [x]
Para la articulación de esta consonante el postdorso de la lengua se acerca al velo del paladar, de modo que el aire sale por la estrechez formada por estos dos órganos articulatorios.
Ortográficamente corresponde a la grafía j (ante todas las vocales) o g (ante e, i).
Ejemplos fonéticos; [orę´xa] (oreja) [cáxa] (caja) [léxos] (lejos).

#### Linguovelar sonora [ɣ]
Esta consonante es un alófono del fonema oclusivo linguovelar sonoro /g/.
Su realización aproximante, y a veces fricativa, tiene lugar siempre que no vaya en posición inicial absoluta de grupo fónico o no vaya precedido por nasal, además, es frecuente encontrarlo en posición intervocálica.
Ejemplos fonéticos: [iɣéra] (higuera) [paɣár] (pagar) [áɣo] (hago).

## Características acústicas
| Vocálico – No vocálico         | Ninguna es vocálica                                                   |
| Consonántico – No consonántico | Todas son consonánticas                                               |
| Denso – Difuso                 | Denso → [y, x] Difuso → [f, θ, s]                                     |
| Grave – Agudo                  | Grave → [f, x] Agudo → [θ, s, y]                                      |
| Sonoro – Sordo                 | Sonoro → [y] Sordo → [f, θ, s, x]                                     |
| Continuo – Interrupto          | Todos presentan el rasgo de continuo [y] también puede ser interrupto |
| Estridente – Mate              | Estridente → [s] Mate → [f, θ, y, x]                                  |

### Espectrograma
En un espectrograma vemos reflejadas fricativas de resonancias bajas y de resonancias altas.
Las fricativas de resonancias bajas son [ƀ, đ, ǥ, y], esto se ve reflejado en que las zonas de resonancia están situadas principalmente en la mitad inferior del espectro.
Por otro lado, las fricativas de resonancias altas [f, θ, x, s] se ven reflejadas debido a que las zonas de resonancia están situadas principalmente en la mitad superior de su espectro. No todas comparten el mismo nivel de intensidad, la que mayor intensidad presenta es la [s] seguida por la [x] y por último [f, θ].